# Албрехт II (Холщайн)
Вижте пояснителната страница за други личности с името Албрехт II.
Албрехт II (на немски: Albrecht II von Holstein, * ок. 1369, † 28 септември 1403 в Дитмаршен погребан в Ицехое) от Дом Шауенбург е граф на Холщайн-Рендсбург от 1381 или 1384 до 1397 г. и от 1397- до 1403 г. граф на Холщайн-Зегеберг. 
Той е вторият син на граф Хайнрих II Железния от Холщайн-Рендсбург (1317–1384) и втората му съпруга Ингеборг (1340–1395/1398) от Дом Мекленбург, дъщеря на херцог Албрехт II от Мекленбург-Шверин.
Неговият по-голям брат е Герхард VI (1367–1404), граф на Холщайн-Рендсбург и херцог на херцогство Шлезвиг.
След смъртта на баща му той и брат му са под опекунството на чичо им Николаус. След неговата смърт на 28 август 1397 г. Албрехт и брат му Герхард разделят графствата Холщайн и Щормарн със седалище в Зегеберг. Албрехт получава Зегеберг. Албрехт не успява да постигне подялбата на херцогство Шлезвиг, което Герхард получава през 1398 г. от датския крал Олав II.
Граф Албрехт пада от кон по време на битка против графовете на Дитмаршен и умира на 28 септември 1403 г.  Зегеберг отива обратно на брат му Герхард.

## Фамилия
Албрехт II се жени за Агнес († пр. 1415), дъщеря на херцог Ерих IV от Саксония-Лауенбург († 1412) и София фон Брауншвайг-Лауенбург († 1416). Бракът е бездетен.